# Neogriphoneura tertia
Neogriphoneura tertia är en tvåvingeart som beskrevs av Charles Howard Curran 1942. Neogriphoneura tertia ingår i släktet Neogriphoneura och familjen lövflugor.
Artens utbredningsområde är Panama. Inga underarter finns listade i Catalogue of Life.